# 罗恩·丹尼斯
罗纳德·"羅恩"·丹尼斯爵士，CBE（英語：Sir Ronald "Ron" Dennis，1947年6月1日—），英国商人。曾在很长一段时间内担任麦拉伦集团的执行主席。
从1981年开始，丹尼斯担任麦拉伦车队的领队。他和国际汽联前主席莫斯利关系紧张，有报道称他不喜欢莫斯利。
2007年1月，丹尼斯将所持麦拉伦集团股份的一半出售给巴林玛姆塔拉卡特控股公司公司（Bahrain Mumtalakat Holding Company），自己留下15%。2011年，他与TAG集团以及巴林Mumtalakat控股公司从梅塞德斯奔驰的母公司戴姆勒手中购回40%的麦拉伦股份。
2016年，他离开麥拉倫，但仍拥有25%的迈凯伦股份。2017年6月30日，丹尼斯宣布将自己的股份出售给迈凯伦集团的主要股东玛姆塔拉卡特控股以及TAG集团CEO曼苏尔·欧耶；同时他也从董事会辞职，正式离开了为之奋斗了37年的迈凯伦。

## 早年
丹尼斯生于英格兰渥金并在那里长大，18岁时进入库珀车队，并给约亨·林特提供帮助。1968年林特带着丹尼斯一道转会布拉汉姆车队。1969年林特转会到莲花车队，但这次丹尼斯选择了留下，继续为杰克·布拉汉姆效力。
1971年当布拉汉姆选择退出的时，罗恩与其同事决定创办他们自己的队伍。1971年，罗纳德竞技在丹尼斯的家乡渥金成立。

## 麦拉伦
在1980年9月丹尼斯来到麦拉伦之前，车队正处在非常缺乏竞争力的时期。
1981年丹尼斯和他的商业伙伴引入了麦拉伦的新股东Teddy Mayer和Tyler Alexander。